# Comité de baptême estudiantin
 (mars 2020).
 (janvier 2017).
embres de ce comité portent des éléments distinctifs : toge, cape, band ou brassard. Leur organisation et leurs signes distinctifs varient fortement en fonction de l'université, l'institut et de la faculté dont le comité est issu.

## Aspect des toges de baptême à l'ULB
Au sein des cercles étudiants de l'ULB, le comité de cercle et le comité de baptême se différencient par des modifications de leurs toges. Il est donc nécessaire de préciser les différences entre les deux organes.
Un comitard à la fois « de cercle » et « de baptême » porte souvent les deux types d'attributs. Un vieux comitard retire rarement de sa toge les attributs qui ne sont plus d'actualité (notamment un ancien président).
Tous les comités de cercles ne portent pas la toge. Il existe une polémique : les toges sont considérées parfois comme un attribut de comitard de baptême. Elles n'ont pas à être portées par un délégué de cercle (l'expression comitard de cercle est rejeté pour la même raison). Cela pourrait conduire à une confusion des rôles. Les "bleus" font rarement la différence entre une toge de cercle ou de comitard (et, a fortiori, ceux d'autres cercles que le leur), du moins au début de leur bleusaille. Ils ont tendance à accorder la même autorité à un délégué de cercle qu'à un comitard de baptême.

Actuellement, le Cercle de philosophie et lettres (CPL), le Cercle informatique (CI) et le Cercle de psychologie (Cpsy) sont les seuls de l'ULB à faire porter leur toge à leur comité de cercle. Certaines toges de cercle (présidentielle, notamment) sont portées dans certaines occasions, mais plus au grand jour.

## Autres facultés et écoles à Bruxelles
- Institut supérieur industriel de Bruxelles (ISIB ingénieurs industriels) : toge fermée rouge à bord noir ; les lettres ISIB peuvent être notées en noir dans le dos. Le penne est noir et la bande aussi.
- Cercle Saint-Louis (CSL) : La toge du Comité de Baptême est fermée, noire à bandes rouges et la toge du Comité de Cercle (utilisée depuis septembre 2004) est également noire à bandes rouges, mais est ouverte.
- Cercle des étudiants de l'Académie royale des beaux-arts de la ville de Bruxelles (ACA) : Toge turquoise avec bordure noire (col, manches et partie inférieure). Pour le président, deux bandes rouges dans le dos au-dessus des lettres ACA. La penne est blanche à liseré turquoise. À l'avant de la penne, un blason vert et rouge, aux couleurs de la ville de Bruxelles, monté d'un compas, d'une équerre et d'un T. À l'arrière, le symbole du cercle : un compas ou un casque de pompier. À gauche les lettres ACA, et à droite la section.
- Cercle Polytechnic (École royale militaire) : Toge noire avec bordure rouge, ainsi qu'un X rouge dans le dos. Les étudiants portent une penne à visière courte noire avec liseré rouge.
- Cercle paramédical et communication (CPC) : Toge noire avec à l'avant et l'arrière deux bandes vertes disposées en « V ». Penne noire, avec une bande verte et un liseré rouge.
- Cercle Bécot du CERIA (Institut Arthur Haulot). Toge de Cercle bleu foncé avec bande rouge, Toge de Baptême noire avec bande bleue et rouge
- Cercle de l'Institut supérieur de traducteurs et interprètes (ISTI) : Toge bleue avec une bande blanche sur les manches et sur l'extrémité de la toge. La penne est blanche avec une bande bleu velours.
- Cercle des étudiants gradués de l'INRACI (CEG) : Toge noire avec bordure vert foncé (col, bout des manches et extrémité inférieure). Également en vert : les lettres "CEG" inscrites dans le dos.
- Cercle De Fré (CDF) : Toge bleue avec bandes grises (2 bandes verticales parallèles à l'avant et croisées à l'arrière). Il est également écrit les lettres « CDF » dans les bandes croisées à l'arrière.
- Cercle des étudiants en informatique (CEI) : Toge bleu roi à bandes jaunes (col, bout des manches et extrémité inférieure). « CEI » dans le dos.
- Cercle de l'ISES et de l'IESSID (CISES), hautes-écoles Paul-Henri Spaak : Toge orange foncé en velours, col et bord des manches bordeaux. Penne blanche, avec bande orange. CISES écrit dans le dos de la toge du président (ou présidente) de cercle.
- Cercles des étudiants de l'ICHEC (Institut catholique des hautes études de commerce) : Toge avec bandes rouges et vertes en alternance. ICHEC inscrit dans le dos. Postes des autres personnes qui ont porté la toge écrit à l'intérieur.
- Cercle des étudiants en pharmacie de l'UCL (Cercle Pharma) Toge Noire à bords verts.
- Cercle des étudiants de l'ECAM (La Vulcania) : Toge mauve avec une bande noire qui descend du col (à droite) au genou.

## Couleurs des comités de baptême àLiège(ULiègeet écoles supérieures de type long)[1],[2]
À l'exception des étudiants baptisés en médecine vétérinaire (dont les nombreux comités (baptême, photo, choriopte, office des cours, voyage, sport, UEPR, céto-ornitho, cantine, trois régionales (société royale liégeoise, société royale hennuyère et luxembourgeoise), etc.) sont tous supervisés par la Société Générale des Étudiants en Médecine Vétérinaire (sgemv)), tous ces comités de baptême font ou ont fait partie de l'AGEL.
- (*) Les anciens comités de baptême HEC, EAA et Sciences-éco font désormais partie du comité de baptême HEC ULiège.
- (**) Le comité de baptême Dentisterie était mort jusqu'en février 2013 où le comité fut refondé. La première année de re-baptême est donc 2013.
- (***) Les comités Lambert Lombard et Archi St Luc ont fusionné en 2010 à la suite de la fusion des deux, autour de la fac d'Architecture de l'ULiège. Ils sont donc repris sous le comité de baptême architecture
- (****) Les couleurs du Barbou avant son entrée à l'AGEL en 2003 étaient des capes gris anthracite, liserées de vert avec une penne grise au ruban vert. C'était un comité indépendant fondateur de l'AGES.

## Couleurs des comités de baptême à Liège (écoles supérieures de type court)[1],[2]
Comités qui étaient repris sous l'AGES (jusqu'à sa mort en 2003) :
- CB St-Laurent : Cape bleu marine. Lisière rouge. Penne grise. Ruban bleu marine/rouge.
- CB ISIS : Cape bordeaux. Lisière gris. Penne grise. Ruban bordeaux/gris.
- CB ISET (Dernière année de baptême : 2007) : Cape verte. Lisière mauve. Penne grise. Ruban vert/mauve.
- CB Seraing : Cape mauve. Lisière vert. Penne grise. Ruban mauve/vert.
- CB Ste-Julienne : Cape noire. Lisière mauve. Penne grise. Ruban noir/mauve.
- CB Rivageois : Cape bleue gaulois. Lisière grise souris. Penne grise. Ruban bleu gaulois.
- CB Verviers : Cape noire. Lisière verte. Penne grise. Ruban noir/vert.
- CB Ste-Croix : Cape noire. Lisière orange. Penne grise. Ruban noir/orange.
- CB St-Luc CBA : Cape gris souris. Lisière orange. Beret d'art noir. Ruban orange/gris souris.
- CB Jonfosse : Manteau Jaune or/Bleu azur (anciennement orange/bleu azur). Lisière jaune or/bleu azur. Penne grise. Ruban jaune or/bleu azur.
- CB Paludia : Toge noire. Lisière verte. Épitoge bordeaux. Penne noire. Ruban noir. Comité de baptême des germanophones.

Comités disparu :
- CB Saint Martin (Dernière année de baptême : 2001) : Cape brune. Lisière blanche. Penne bleue. Ruban bleu/blanc/bordeaux
- CB CHS (Dernière année de baptême : 2002) : Cape bleue. Lisière orange. Penne grise.
- CB Biochimie (Dernière année de baptême : 2005) : Cape rouge. Lisière mauve. Penne grise. Ruban rouge/mauve.

## Comités de baptême à Charleroi
Actuellement (Juin 2023), 5 cercles étudiants, organisant des baptêmes, sont actifs à Charleroi.
À noter également les deux cercles inactifs ayant participé au folklore.

## Comités de baptême à Mons
- Faculté d'Architecture et Urbanisme de Mons (ARCHI) : Toge noire et bordures jaunes, inscription verticale ARCHI dans le dos. La penne et le liseré sont noirs, l'année d'étude est brodée à l'arrière. Sur le calot est cousu le fameux triangle reprenant le "A" pour Archi et le "M" pour Mons, ainsi que le logo des étudiants en architecture représentant des outils de dessin.
- Faculté de médecine de Mons (FMM) : Toge bordeaux avec bordures bleu royal, inscription FMM dans le dos et dessous l'insigne Médecine-Bio-Pharma, également en bleu royal. La penne est bleu royal avec un liseré différent selon les études entreprises l'année du baptême.
- Cercle de la faculté Warocqué (WAWA) : Toge bleu royal aux bordures jaunes. Le nom "WAWA" est cousu en jaune dans le dos. Le calot de la penne est noir entouré d'un liseré rouge représentant la ville de Mons et d'un bordereau bleu pour les études économiques.
- Faculté polytechnique de Mons (FPMs) : Rouge, avec épaisse bordure noire (col, partie inférieure et manches), ainsi que le blason FPMs (compas, marteau et pioche entrecroisés) cousu dans le dos. À la FPMs, la toge n'est pas l'apanage des seuls comités de baptêmes (le cercle des Fêtes), mais également du comité de la fédération des étudiants.
- Institut supérieur industriel catholique de Mons (ISIC) : Toge lie-de-vin (bordeaux) avec bordures noires et inscription ISIC Mons dans le dos. Régionales : Frontalière (région de Mouscron, Tournai, Ath) brassard blanc/bleu ; Boraine (Mons et région du centre) brassard blanc/rouge ; Carolo (Charleroi et tout ce qui traine un peu plus à droite) brassard blanc/noir. Pennes longues de couleur lie-de-vin (bordeaux).
- Institut supérieur industriel à Mons (ISIMs) : Toge bleu royal avec bordures noires et inscriptions MONS (horizontale) et ISIMs (verticale) dans le dos également en noir.
- Cercle des étudiants des facultés universitaires catholiques de Mons (CEFUC) : Toge noire avec épaisse bordure rouge (col, manches et partie inférieure). Les étudiants portent une penne consulaire (une calotte pennée, c'est-à-dire une penne avec une courte visière).

## Les comités de baptême dans les autres villes
- Institut Supérieur de Formation Sociale (Cercle ISFS de Namur). Toge bleu roi avec bords verts pour la toge authentique /bords vert sur bleu  pour la toge des temps modernes. Penne crapuleuse avec un calot bleu roi et liseré vert sur bleu.
- Institut supérieur d'enseignement de Namur (Cercle IESN). Toge noire avec bords bleus sur rouge. Penne avec calot noir et liseré bleu sur rouge.
- Institut provincial supérieur de kinésithérapie (IPSKT) de Tournai. Toge lie-de-vin. IPSKT est inscrit dans le dos et la tour de Tournai sur le cœur. La penne est gris souris à liseré mauve.
- Institut supérieur industriel du Hainaut(ISIH) de Tournai. Toge noire à bande rouge violet et vert. ISIH est inscrit en blanc dans le dos. La penne est blanche à liseré rouge violet vert suivant l'option
- École supérieure d'informatique et thermique (ESIT) de Tournai. Toge bordeaux avec la tour de Tournai sur le cœur et ESIT en blanc sur la manche droite.
- Institut supérieur Alexandre André (IESAA) de St-Ghislain. Toge verte avec bordure bleu royal et lettres IESAA dans le dos. Penne bleu royal à liseré jaune. RIP en 2001
- Comité de baptême de la Haute École d'agronomie de La Reid (ISA) : Toge "bleu travail", à liseré "vert maïs". Penne blanche, à bordure "vert maïs". Initiales ISA (Institut des sciences agronomiques) sur le haut du calot de la penne.
- Comité de baptême de l'ISIa Huy (ISIaH) : Tage verte, à liseré noir. Penne blanche, à bordure verte. Initiales ISIAH sur le haut du calot de la penne.
- Comité de baptême d'Arlon (ISIA) : Toge verte. Liseré, rabat et épitoges blancs. Penne noire avec le dessus brodé I.S.I en vert.
- Cercle des étudiants de l'Institut Paul Lambin (CIPL): Toge mauve (foncée) avec liseré noir de 10 cm autour dans manche et en bas de la toge, ainsi que du cou jusqu'à mi-torse.
- Cercle des étudiants de l'Institut d'éducation physique et de kinésithérapie (IEPK): Toge bleu foncé avec liseré blanc et lettres IEPK en bas de la toge. Président de cercle : liseré et IEPK rouge, président de baptême : liseré rouge, IEPK Blanc.
- Institut supérieur de gestion hôtelière (CERCLE ISGH) : Toge lie-de-vin, liseré blanc/rouge.
- Cercle ENEN (École normale de l’État à Nivelles) : toge rouge avec bordures noires, au dos inscription ENEN (verticale) en noir.
- Comité de baptême de Libramont (ISL) : cape rouge avec bande blanche. Penne blanche avec un liseré rouge.
- Comité de baptême de Virton/école normale (ENV) : cape verte à bande jaune. Penne beige avec liseré vert et jaune. RIP en 2010.
- Comité de baptême de la faculté Agro-Bio Tech de Gembloux (CB) : les membres du comité (les commitards) portent la toge, cagoulée, noire à bordures vertes pour les membres masculins, verte à bordures noires pour les membres féminins. Le calot de la penne est blanc avec une bande verte et la visière est noire.